# Hycleus kirgisicus
Hycleus kirgisicus is een keversoort uit de familie van oliekevers (Meloidae). De wetenschappelijke naam van de soort is voor het eerst geldig gepubliceerd in 1990 door Aksentjev & Sadykova.